# Hermann Krenn

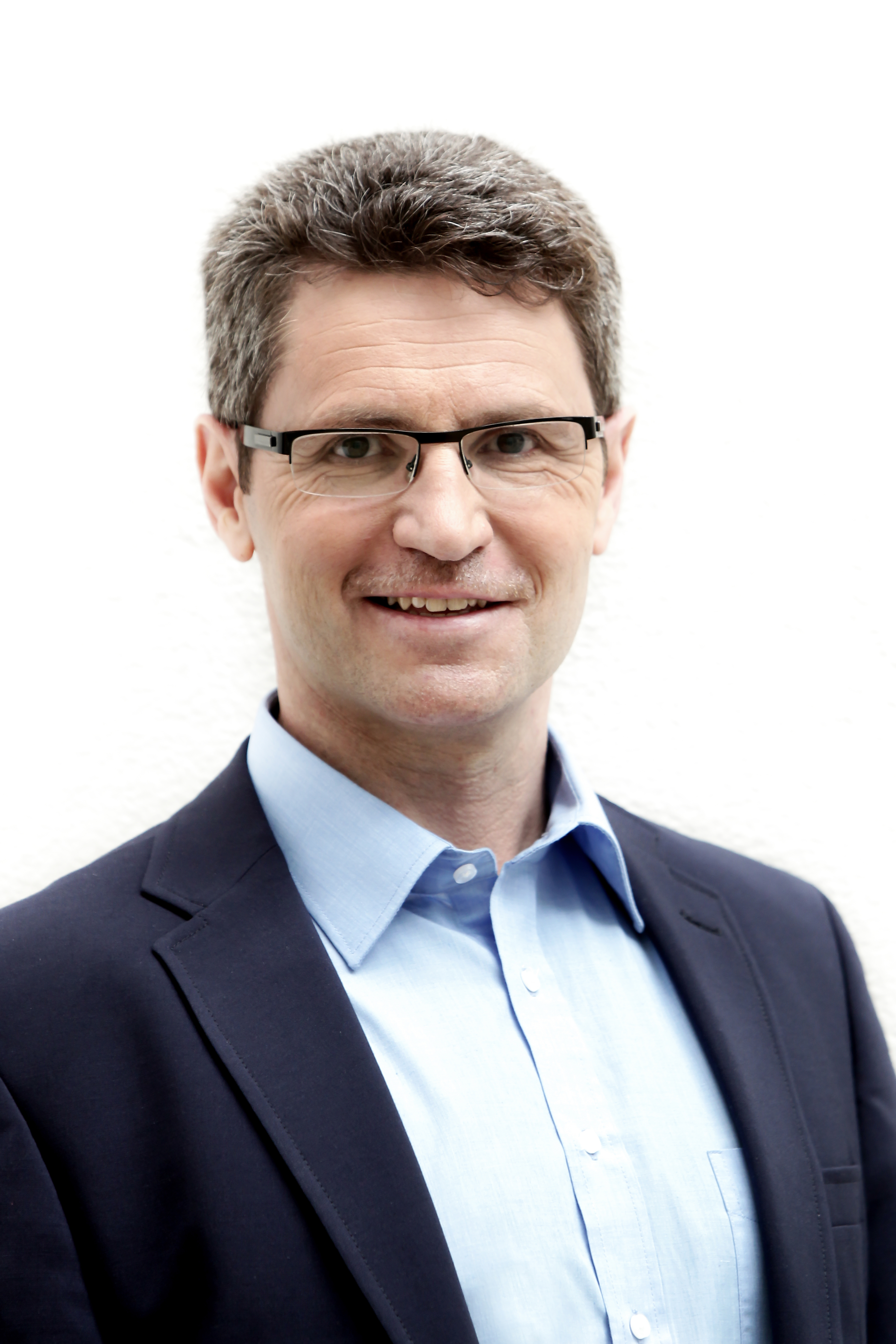
Hermann Krenn

Hermann Krenn (* 24. August 1963 in Feldbach (Steiermark)) ist ein österreichischer Polizist und ehemaliger Politiker (SPÖ).

## Leben und Ausbildung
Krenn, geboren in Feldbach (Steiermark) ist verheiratet und Vater zweier Kinder. Seit 1996 wohnt er mit seiner Familie in der 2600 Einwohnergemeinde Gampern nahe dem Attersee in Oberösterreich – Bezirk Vöcklabruck.
Anschließend an die Grundschule absolvierte er das Gymnasium Fürstenfeld, an dem er 1981 die Matura ablegte. Nach dem Präsenzdienst und einjährig freiwilligem Ausbildungsdienst zum Milizoffizier wechselte Krenn auf die Polizeischule Graz. Während seines Dienstes im Polizei-Einsatzkommando Graz, dem er von 1982 bis 1992 angehörte, unterzog sich Krenn der Offiziersausbildung im niederösterreichischen Mödling. Nach einem einjährigen Dienst an der Schulabteilung Wien in den Jahren 1992 und 1993 wechselte Krenn an die Polizeidienststelle Salzburg Stadt. Dort absolvierte er eine Weiterbildung im Bereich Personal- und Einsatzführung und war in weiterer Folge bis 2007 als Personalreferent tätig. Zwischen 1995 und 1996 absolvierte er eine Ausbildung zum Fach- und Verhaltenstrainer an der Universität Salzburg. Seit Mai 2007 ist Hermann Krenn im Rang eines Oberstleutnants, stellvertretender Bezirkskommandant im Bezirkspolizeikommando Vöcklabruck und Leiter des Kriminalreferates.

## Politik
1999 trat Hermann Krenn der Sozialdemokratischen Partei Österreichs bei und engagierte sich nebenbei ehrenamtlich als Bildungsbeauftragter in der SPÖ Ortspartei seiner Heimatgemeinde Gampern. Als Listenzweiter bei der Gemeinderatswahl 2003 gereiht, schaffte Krenn den Sprung in den Gemeinderat und als zweiter SP-Vertreter in den Gemeindevorstand. 2004 löste er Christian Strobl als Ortsparteiobmann ab und ist seit demselben Jahr auch Mitglied des SPÖ Bezirksausschusses Vöcklabruck.
Nach innerparteilichen Umstrukturierungen bekleidet Krenn seit 2007 ebenfalls das Amt des Fraktionsobmanns und war in dieser Position maßgeblich für den Erneuerungsprozess der Ortspartei verantwortlich. Als Vertreter einer SPÖ Minderheitsgemeinde wurde Hermann Krenn 2010 als stellvertretender Bezirksvorsitzender in den sozialdemokratischen Gemeindevertreterverband (GVV) gewählt. Als Gründer und Leiter der Arbeitsgruppe Minderheitsgemeinden nimmt er sich vor allem der Förderung und Unterstützung von SP – Ortsparteien an, welche im Gemeinderat über keine Mandatsmehrheit verfügen. Seit dem 12. Mai 2011 ist Hermann Krenn Abgeordneter zum oberösterreichischen Landtag. Das Landtagsmandat ging nach dem Rückzug des langjährigen Bezirksvorsitzenden LAbg. a. D. Helmut Kapeller aus gesundheitlichen Gründen an Krenn über. Einhergehend mit dem Mandat, übernahm Krenn zudem den Vorsitz der Volkshilfe Vöcklabruck.
Bei den Wahlen zum Oberösterreichischen Landtag am 27. September 2015 ging Krenn als Spitzenkandidat der Vöcklabrucker SP-Bezirkspartei ins Rennen. Das Wahlergebnis von 16,55 %, ein Verlust von 6,01 Prozentpunkten, entspricht dem Landestrend.

## Schrittweiser Rückzug aus der aktiven Politik
Im Jahr 2016 übergab Krenn die Funktion des Bezirksparteivorsitzenden an Bgm. Peter Groiß aus Attnang-Puchheim. Dieser wurde mit 84 % der Delegiertenstimmen von der SP-Bezirkskonferenz am 18. September des gleichen Jahres offiziell gewählt.
Bei den vorgezogenen Nationalratswahlen vom 29. September 2019 lag der Bezirk Vöcklabruck mit einem Wahlergebnis von 20,16 % (minus 4,88 Prozentpunkte) erneut im allgemeinen Trend auf Landes- und Bundesebene. Im Oktober 2020 beschloss die Partei-Bezirkskonferenz sich für die Wahlauseinandersetzung des Jahres 2021 neu aufzustellen. LAbg. Krenn tritt nicht mehr an. Als Spitzenkandidatin und wahrscheinliche Nachfolgerin im Landtag wurde die 52-jährige Ex-Parlamentsabgeordnete Doris Margreiter gewählt.
Durch die Entscheidung im Bezirk Vöcklabruck jünger und weiblicher zu werden, steigerte die SPÖ damit auch ihre Chancen auf eine um 3 % erhöhte Klubförderung. Mit dieser im Landtag einstimmig beschlossenen neuen Klubfinanzierungsregelung soll der aktuelle Mangel an weiblichen Landtagsabgeordneten behoben werden. Mit Beginn der an die Landtagswahl im September 2021 folgenden Gesetzgebungsperiode wird die neue Klubfinanzierung in Kraft treten.